# 키르카이아스테르
키르카이아스테르 아그레스티스(Circaeaster agrestis)는 속씨식물의 일종이다. 미나리아재비목 키르카이아스테르과에 속하는 유일종 또는 2종 중의 하나이다. 털이 없는 작은 초본식물로 히말라야산맥 북서부에서 중국 북서부 지역까지의 온대 지역에 자생한다.